# انریکو بومبا
انریکو بومبا (ایتالیایی: Enrico Bomba؛ ‏ ۲ اوت ۱۹۲۲ –۱ نوامبر ۱۹۹۵) با نام مستعار «هنری بِـی» کارگردان، فیلم‌نامه‌نویس، و تهیه‌کننده فیلم اهل ایتالیا بود.
بومبا در سال ۱۹۶۲ در ایتالیا با جین منسفیلد، در همان زمانی که همسر میکی هارگیتای رابطه نامشروع داشت. وی کمی بعد با صداپیشه ایتالیایی گرمانا دومینیچی (دختر آرتورو دومینیچی) ازدواج کرد که با هم صاحب یک دختر به نام فدریکا بومبا شدند.
انریکو بومبا در ۱ نوامبر ۱۹۹۵ در سن ۷۳ سالگی درگذشت. همسرش در ۳ ژانویه ۲۰۲۴ در سن ۷۷ سالگی درگذشت.
از فیلم‌هایی که وی در آن‌ها نقش داشته است، می‌توان به آرتینو و استدلال‌هایش در مورد روسپی‌های درباری، زنان شوهردار و… مردان بی‌غیرت، ... و فقط پیترو آرتینو نجات پیدا کرد، با یک دست در جلو و دست دیگر پشت… و اوه اسلام اشاره نمود.